# Riu Buzău
El riu Buzău (pronunciat en romanès: [buˈzəw]) és un riu a l'est de Romania, afluent del riu Siret. La seva longitud total és de 302 km, i la seva superfície de drenatge és de 5.264 km². La seva font es troba a les muntanyes dels Carpats del sud-est, a l'est de Brașov. El Buzău travessa els comtats romanesos de Brașov, Covasna, Buzău i Brăila. Desemboca al Siret a Voinești, prop de la seva confluència amb el Danubi, a l'oest de Galați.
El riu Buzău dona nom a dos municipis urbans: la ciutat de Buzău (cap del comtat de Buzău) i la ciutat d'Întorsura Buzăului, al comtat de Covasna. Întorsura Buzăului (que vol dir en romanès el gir de Buzău) rep el seu nom perquè es troba a prop d'un gran gir que fa el riu. Inicialment flueix cap al nord, però fa un gir sobtat cap al sud-est prop de la població.

## Ciutats i pobles
Les següents ciutats i pobles estan situats al llarg del riu Buzăo, des de la font fins a la boca: Vama Buzăului, Intorsura Buzăului, Situada Buzăului, Crasna, Siriú, Nehoiaşu, Nehoiu, Păltineni, Patarlagele, Panatau, Cislau, Vipereşti, Magura, Berca, Sapoca, Vernești, Mărăcineni, Buzău, Săgeata, Găvănești, Banița, Vișani, Câineni-Băi, Grădiștea, Racovița, Latinu.

## Afluents
Els següents rius són afluents del Buzău (des del naixement fins a la desembocadura):
Esquerra: Strâmbul, Urlatoarea Mare, Urlatoarea mica, Dălghiu, acris, Lădăuţi, Zăbrătău, Harţag, Sasu, Grămăticu, Tehereu, Ghiurca Mare, Căşoaca Mare, Basca, Ciptoraş, Sibiciu, Panatau, Ruşavăţ, Bălăneasa, Oleşeşti, Sărăţel, Pâclele (o Murătoarea Pâclei), Slănic, Blăjanca, Valea Largă, Сâlnău, Coștei, Valea Boului, Ghergheasa i Bold.
Dreta: Pârâul Feței, Pârâul Ilcii, Buzăiel, Ciumernic, Chichirău, Crasna, Izvorul Negru, Bradu, Siriul Mare, Bonțu Mare, Nehoiu, Cătiașul Plescari, Valea Rea, Muscel, Bâsca Chiojdului, Nișcov i Buzoel.